# 福临乡
福临乡，是中华人民共和国四川省南充市仪陇县下辖的一个乡镇级行政单位。

## 行政区划
福临乡下辖以下地区：
红花井村、柏林村、金堂村、凤凰村、建华村、插旗山村、金磨村、子童沟村、宝瓶村、松花村和中心村。